# Бецдорф
Бецдорф (њем. Betzdorf) град је у њемачкој савезној држави Рајна-Палатинат. Једно је од 119 општинских средишта округа Алтенкирхен (Вестервалд). Према процјени из 2010. у граду је живјело 10.185 становника. Посједује регионалну шифру (AGS) 7132006.

## Географски и демографски подаци
Бецдорф се налази у савезној држави Рајна-Палатинат у округу Алтенкирхен (Вестервалд). Град се налази на надморској висини од 211 метара. Површина општине износи 9,6 km².

## Становништво
У самом граду је, према процјени из 2010. године, живјело 10.185 становника. Просјечна густина становништва износи 1.064 становника/km².